# Supercoppa Primavera 2 2024
La Supercoppa Primavera 2 2024 è stata la 6ª edizione del trofeo, che ha visto sfidarsi in finale a gara unica la Cremonese e il Cesena, squadre rispettivamente vincitrici dei gironi A e B del Campionato Primavera 2 2023-2024. Il Cesena ha conquistato il trofeo per la seconda volta, venendo proclamata squadra vincitrice del Campionato Primavera 2 2023-2024.

## Tabellino
| Arbitro: | Tona Mbei (Cuneo) |

|                                                              |                      |                                                      |
| Stückler 40’                                                 | Marcatori            | 57’ Giovannini                                       |
| Lorokipanidze Stückler Lottici Tessadri Faye Gabbiani Prendi | Tiri di rigore 4 – 5 | Ghinelli Perini Valentini Domeniconi Coveri Mattioli |
| Pavesi                                                       | Allenatori           | Campedelli                                           |

| Cremonese | Cesena |